# Mariano Baquero (pintor)
Mariano Baquero (1838 - 1890) fue un pintor español del siglo XIX.

## Biografía

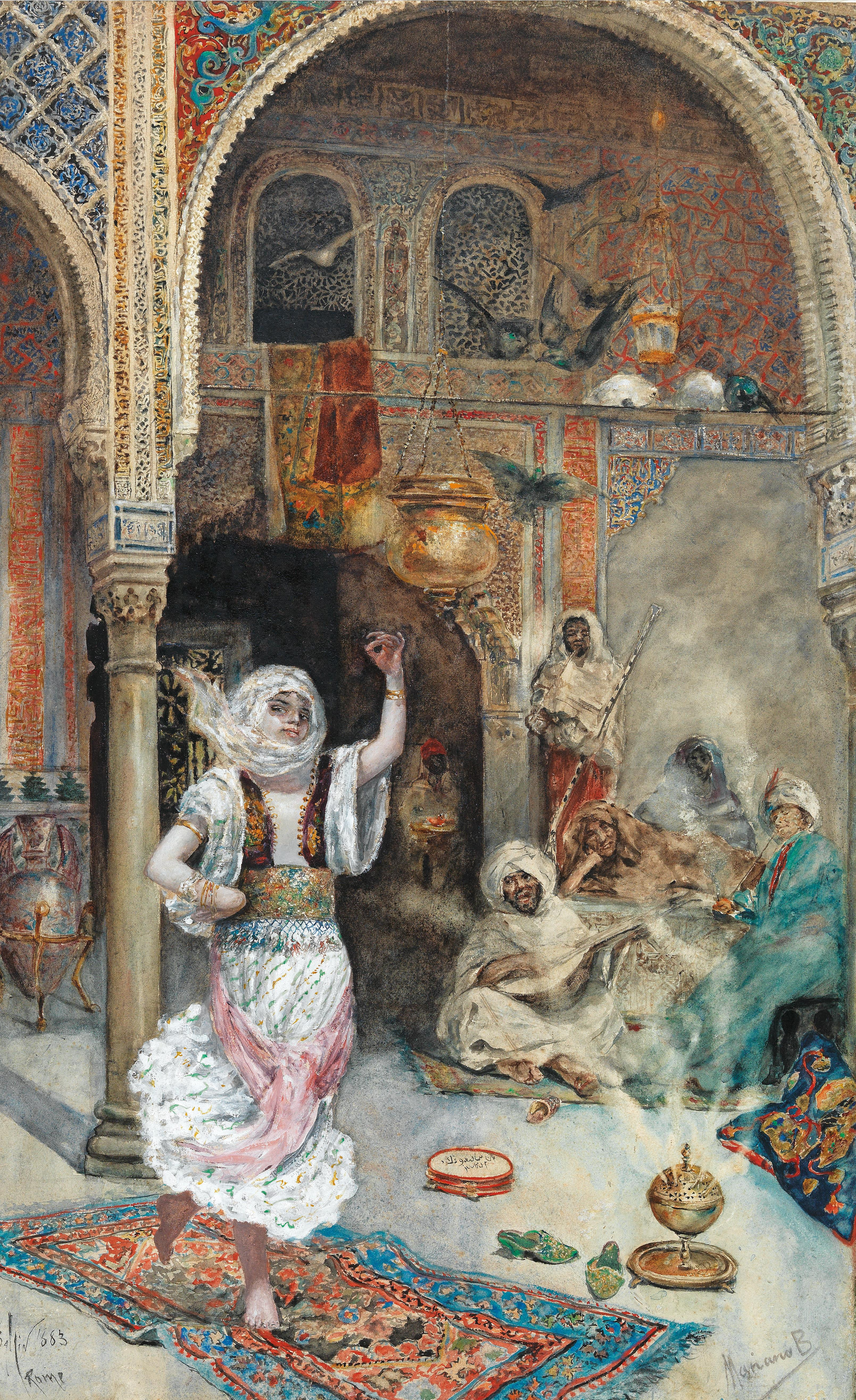
Danza oriental

Pintor del siglo XIX de género. Nació en Aranjuez y estudió en Madrid en la Escuela dependiente de la Real Academia de San Fernando, y en París bajo la dirección de los profesores Gleyre y Gariot. En la Exposición Nacional de Bellas Artes celebrada en Madrid en 1860 presentó un asunto tomado de los romances del duque de Rivas, y que tituló La buena ventura.